# Kazuhiko Tabuchi
Pour les articles homonymes, voir Tabuchi.
 (juillet 2023).
Kazuhiko Tabuchi (田淵 和彦, Tabuchi Kazuhiko) (né le 5 octobre 1936) est un escrimeur à l'épée, au fleuret et au sabre japonais. Il a participé aux Jeux olympiques d'été de 1960 et 1964, terminant notamment quatrième de l'épreuve d'épée par équipes en 1964.